# 고대 올림픽

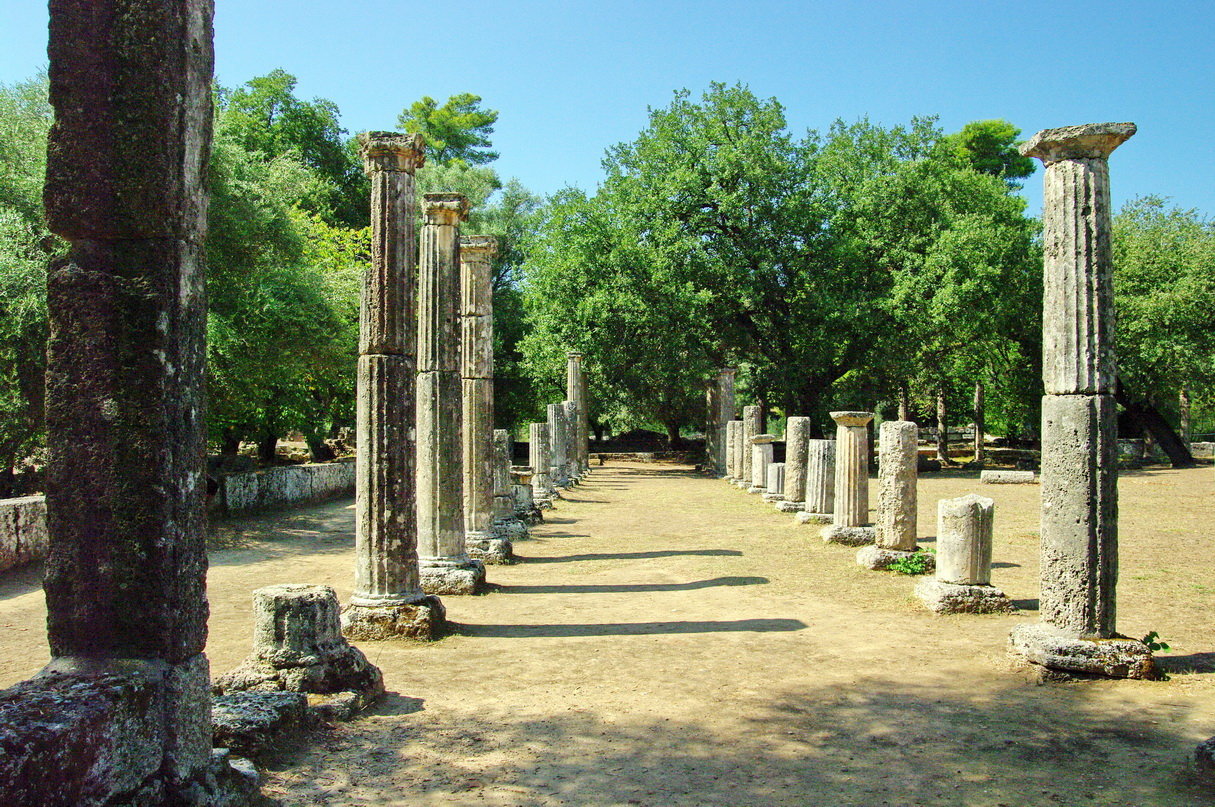
고대 올림픽 경기장

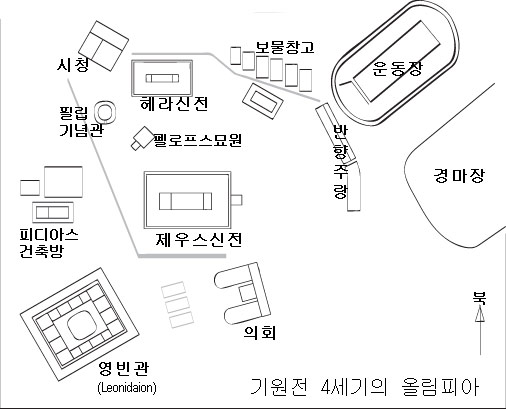
고대 올림픽 경기장의 구조

고대 올림픽(영어: Ancient Olympic Games, 프랑스어: Jeux olympiques antiques) 또는 올림피아 제전은 범그리스 경기 중 하나로, 현대 올림픽의 전신이다. 기원전 776년 고대 그리스의 도시 국가인 엘리스에서 헤라클레스가 처음으로 개최했다는 설도 있지만, 사실 그보다 1세기 전부터 올림피아에서 4년마다 한 번씩 열렸다고 한다.
고대 올림픽 경기는 남자들만이 참가할 수 있었으며, 여자는 참가뿐만 아니라 관전조차 금지되었고, 올림픽을 관람하거나 올림픽에 참가한 여성은 사형을 당했다.  또한 모든 선수들이 벌거벗은 채로 경기를 벌였다고 한다. 경기 종목도 처음에는 단거리 달리기만 실시하다가 차츰 중거리 달리기·장거리 달리기를 포함시키고, 복싱·레슬링·원반던지기·창던지기·전차 경주 등이 더해졌다. 그러나 기원전 431년 펠로폰네소스 전쟁으로 말미암아 주최국인 엘리스의 정치적 중립이 깨지면서부터 올림픽 조직은 붕괴되기 시작하였다. 그러다가 서기 392년에 로마 제국의 테오도시우스 1세 황제가 기독교를 로마 제국의 국교로 정하면서, 서기 393년 제293회 대회를 마지막으로 고대 올림픽은 종막을 고했다. 그 후 피에르 드 쿠베르탱이 근대 올림픽을 설립하기까지 올림픽은 중단되었다.

## 개최
그리스의 여러 도시 국가들을 출전시킴으로써 국가의 위상을 높임과 동시에 동맹 관계를 더욱 공고히 하고자 하는 의미에서 개최되었을 것이다. 고대 올림픽의 특징은 지금의 개막식, 폐막식이라 할 수 있는 제우스 신에 대한 기념제, 감사제를 올린 뒤에 5개의 종목을 3일에 걸쳐서 실시된다. 개최 기간은 제우스 신에 대한 기념제, 감사제를 포함한 5일 간이다.
각 종목별 우승자에게는 월계수로 만든 관이 수여되며 보상금을 받게 된다.

## 일정
- 제1일
  - 개회식
  - 제우스 신을 기념하는 제사
  - 심판의 서약과 선수의 선서
- 제2일
  - 5종 경기
  - 각종 행사 (시 낭송회 등등)
  - 전차 경주
- 제3일
  - 제우스 신을 기념하는 제사
  - 달리기
- 제 4일
  - 갑옷 달리기
  - 권투
  - 레슬링
  - 팡크라티온
- 제5일
  - 시상식
  - 제우스 신에 대한 감사제
  - 승자의 연회

## 종목
- 심판, 선수들의 경기
  - 선서: 선수들은 제우스 신에게 정정당당히 싸울 것을 진심으로 말했다. 심판들은 선수들의 비밀을 밝히지 않겠다고 선서하였다. (그 당시 선서하는 것도 경기로 간주하였다.)
- 본경기
  - 5종 경기: 당시엔 5종 경기를 펜타슬런(Pentathlon)이라고 칭하였는데, 그리스어에서 '다섯을 의미하는 펜테(Pente)에서 따온것이다. 순서대로 원반던지기, 창던지기, 달리기, 레슬링, 멀리뛰기를 시행하였다.
  - 전차경주(Chariot Race): 전차가 가장 빨리 가는지를 측정한다. 전차의 기수가 아닌 전차의 소유주가 참가자이기 때문에 한 소유주가 여러 순위를 석권할 수도 있었다.
  - 스타디온: 경기장의 가장 북쪽부터 가장 남쪽으로 달리는 육상경기의 일종. 스타디움은 이 경기의 이름에서 따온 것이다. 다른 경기는 디아울로스(Diaulos) 왕복경기와 돌리코스(Dolichos) 24스타디온[1] 뛰기가 있다. 또 이 세 경기에서 모두 금메달을 석권한 사람은 트리아스테스(Triastes)라고 부르는데 레오니다스(Leonidas)라는 선수는 4회 연속 트리아스테스 자리를 지켰다고 한다.)
  - 팡크라티온(Pankration): 가장 거친 권투경기로, 우리 모두를 의미하는 팡(pan)과 휘어잡다를 의미하는 크라트(kratew)를 합친 말이다. 놀랍게도 경기 도중에 몸의 모든 곳을 만져도 허용된다. 상대방의 성기를 잡는 것이 가능하지만 물어뜯는 것과 눈을 찌르는 것은 금지되었다. 경기 시간이 무제한이므로 어느 누가 기권할 때까지 경기는 이어진다. 여기서 우승하면 돈, 좋은 직장, 세금 면제권 등을 수여받는다. 초기에는 세스타스(cestus)라는 부드러운 가죽장갑을 이용했다가, 후기로 갈수록 단단한 가죽에 금속징을 박아 이용하기도 했다. 휴식 시간은 없고, 쓰러진 선수를 치는 것도 가능했다. 경기는 한쪽이 기권하거나 죽을 때까지 계속되는데, 선수가 죽는 경우에는 죽은 선수가 승자가 된다.

## 벌칙
반칙을 범했을 경우 행해지는 벌칙은 다음과 같다.
- 영구 출전 정지: 경기 중 반칙을 범했을 경우 실격 처리와 동시에 영구적으로 올림픽 경기를 출전할 수 없으며 경기장 출입도 금지된다.
- 형벌: 경기 중 반칙을 범했을 경우 태형, 채찍형, 등의 벌칙이 수행된다.
- 사형: 경기 중 반칙을 범했을 경우 해당 선수는 사형에 처한다. (달리기 부정 출발을 범하여 사형에 처한 기록이 남아 있다.)

## 폐지
우승자에 대한 지나친 보상으로 인해, 올림픽은 세월이 흐를수록 타락해갔다. 특히 고대 올림픽 후반에는 선수, 심지어 국왕마저도 뇌물과 반칙을 주로 할 정도였다.
로마 제국은 그리스의 도시 국가들의 하나로서 참가가 허용되었지만, 후에 로마 제국이 그리스를 정복한 후에도 올림픽은 계속되었다. 로마 제국의 테오도시우스 1세 황제가 서기 392년에 기독교를 로마 제국의 국교로 정식 선포하면서, 이교도의 신인 제우스를 기리는 경기를 용납할 수 없었으므로 고대 올림픽도 금지되었다. 마지막 293회 고대 올림픽은 다음해인 393년에 개최되었다. 이후 로마의 이교도 신전 파괴령에 의해 고대 올림픽 경기장을 파괴하였고, 기록을 지워버렸다. 현재 기록에 남아 있는 마지막 고대 올림픽은 369년에 열린 287회 고대 올림픽으로, 그 해의 우승자만 기록되어 있다.

## 같이 보기
- 올림픽 의식
- 파나텐 축제